# Stosunek płciowy mężczyzny i kobiety w przekroju
Stosunek płciowy mężczyzny i kobiety w przekroju – rysunek Leonarda da Vinci pochodzący z ok. 1492 roku. Znajduje się w zbiorach Zamku w Windsorze.
Rysunek ilustruje antyczną i średniowieczną hipotezę na temat pochodzenia spermy i kobiecego pokarmu. Sperma ma częściowo pochodzić z mózgu. W prąciu mieszczą się dwa kanały: jeden dla spermy, drugi dla duchowej substancji z mózgu. Obie substancje mężczyzna przekazuje podczas stosunku płciowego. Prącie łączy się ze rdzeniem kręgowym, a poprzez niego z mózgiem. Kobiecy pokarm pochodzi z macicy. Na początku XVI wieku, gdy Leonardo prowadził sekcje zwłok ludzkiego ciała. Dzięki lepszej znajomości anatomii ludzkiej Leonardo zdystansował się od poglądów wyrażonych na tym rysunku.
Wymiary rysunku wynoszą 27,3 × 20,2 cm.